# 本草綱目

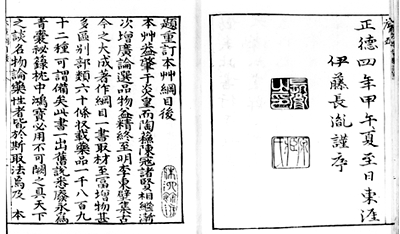
《本草綱目》 金陵版
金陵とは南京の古称で、最初の出版地であることから初版を金陵版と呼ぶ。

『本草綱目』（ほんぞうこうもく）は、中国の百科全書的な本草書。本草学史上、掲載品目及び引用文献の規模からみて中国を代表する著作とされている。

## 概要
作者は明代の李時珍（1518年 - 1593年）で、1578年（万暦6年）頃に脱稿、死後の1596年（万暦23年）に南京で上梓された。
李時珍は本書の執筆にあたって26年の歳月をかけ、700余りの文献を調査し、自らの調査と合わせて約1900種の薬物について記載した。
中国の『神農本草経』以降の歴代本草書は、前の本草書に増補改訂する際に先人の文を直接改めるのではなく、見解の相違があれば新註の中で述べるという共通の原則が守られたが、『本草綱目』では全く新しい独自の見解に基づく構成となっている。
1951年には世界和平会議ウィーン会議で世界文化著名人の史冊に掲載された。また、2011年5月22日から25日にかけて開催されたユネスコの会議にて「世界の記憶」に登録された。

## 構成
全52巻、収録薬種は1892種（374種は新収）、図版1109枚、処方11096種（うち8000余は李時珍自身が収集、確定したもの）にのぼる。ただし、収録薬種について時珍は1892種としているが、荏や七仙草など4条は目録があるのに本文がなく、砭石や百両金など4条は本文があるのに目録が欠けているため正確には1898種である。
従来の本草書の上中下の三分類を廃止し、自然物（薬用動植物や鉱物など）を16部60類に分けて配列している。薬の正式名称を「綱」とし、各綱に釈名（正名と別名、名称の由来）・集解（産地や採取時期、形状等）・正誤（それまでの文献における疑いを分けて間違いを正す）・修冶（製造方法）・気味（寒温の別などの特性）・主治（効用）・発明（不明な点に対する解釈）・附方（処方）の8項目を「目」として解説している。なお、第52巻には人体の薬物利用について、35の部位が収載されている。詳しくはヒトに由来する生薬を参照のこと。

## 諸版本
『本草綱目』は斬新な内容だったことから中国で版を重ねた。
金陵本
初版は王正貞の序を付したもので、出版地が金陵（後の南京）だったことから「金陵本」と呼ばれている。「金陵本」は稀本で完本は世界に7点しか現存しないが、そのうち日本には国立国会図書館、東洋文庫、内閣文庫、東北大学狩野文庫の4点がある。
江西本
万暦31年（1603年）に江西巡撫夏良心らによって校刻されたもので江西本と呼ばれている。
武林銭衛本
崇禎13年（1640年）に銭蔚起によって校刻されたもので武林銭衛本と呼ばれている。

## 和刻本
日本へは刊行から数年のうちに伝来し、慶長9年 (1604年) 以前には渡来していた。和刻本も長期にわたって数多く出版され、それら和刻本は3系統14種類に及ぶ。
慶長12年（1607年）、林羅山が長崎で本草綱目を入手し、駿府に滞在していた徳川家康に献上している。これを基に家康が本格的に本草研究を進める契機となった。
『本草綱目』の分類法は他の博物学者にも影響を与え、平賀源内『物類品隲』（宝暦13年、1763年）、小野蘭山『本草綱目啓蒙』（享和3年、1803年）、岩崎常正『本草図譜』などが本書の分類法に従っている。一方で貝原益軒は『大和本草』の冒頭で「本草綱目ニ品類ヲ分ツニ疑フ可キ事多シ」として、『本草綱目』の体系を改変した独自の分類法を用いている。
19世紀、ヨーロッパの博物学は急速に近代化したのに対し、日本では近代科学の方法論を理解する機会に乏しかったこともあり『本草綱目』の周辺を低回する状況が続いた。このような『本草綱目』の羈絆から離脱したのが飯沼慾斎で『草木図説』（安政3年、1856年）でリンネの分類法を導入し、牧野富太郎によって増訂され20世紀になるまで影響を与えた。

## 評価
『本草綱目』は医薬学のみならず、植物学や動物学、鉱物学、化学に大きな影響を与えた。王世禎は『本草綱目』の序で本書を「実性理之精微、格物之通典、帝王之秘録、臣民之重宝也」としている。日本では白井光太郎が全訳本の『国訳頭注本本草綱目』の序で「為本草学上空前絶后的大著」と述べている。
『本草綱目』は他の歴代本草と異なり、その基底には博物学的思考があるとされ、エミール・ブレットシュナイダー（Bretschneider,E.）もそれを指摘している。
一方、本書に限らず明代医書の通弊として先人の説が当然のように刪改されている点も指摘されている。『本草綱目』の構成上、各論はすべての記事が釈名、集解、正誤、修治、気味、主治、発明、附方に分けられているが、先人の文が切離されてしまい文意が通じかねたり意味が逆になっている例もみられる。また漢薬の歴史は古く、中国は地域も広大であるため、同名の漢薬が時代や地方によって異なるものが多いが、時珍は同一平面のものとみる傾向があるという指摘もある。これらの問題点は楊守敬や森立之などから批判され、中尾万三も本書に批判的であったため上海自然科学研究所には全く所蔵されなかったという。
岡西為人は「巻帙の尨大さから云えば本草としては絶後とは云えないにしても確かに空前の名に恥じないものである。又それが及ぼした影響の宏大なことも比類稀」としつつ「少くとも時珍の意見は明人の見解を代表するものとして尊敬すべきであり、殊に此書だけに記載された新しい薬の種類も少くないから、之を全面的に無用視するのは穏当でないと思う。」としている。

## 画像

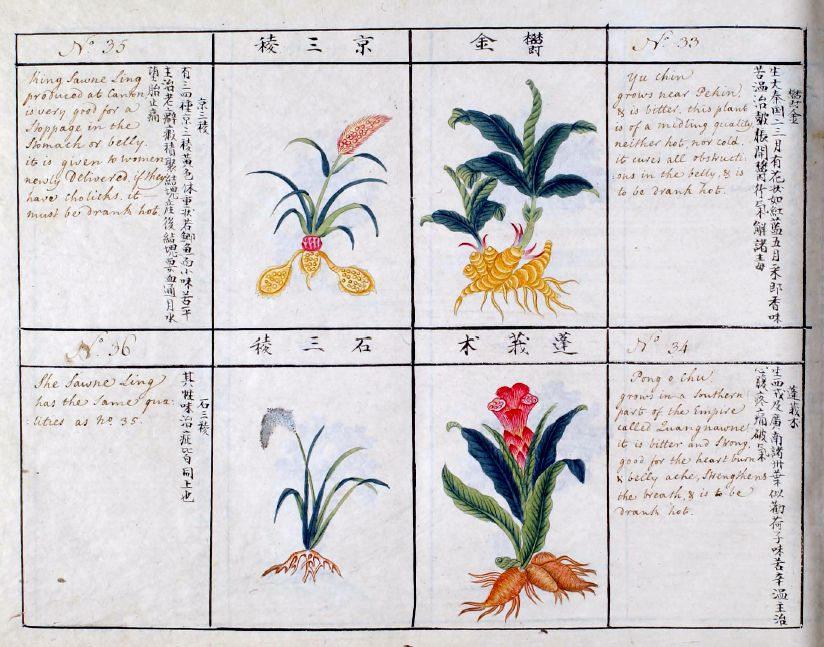
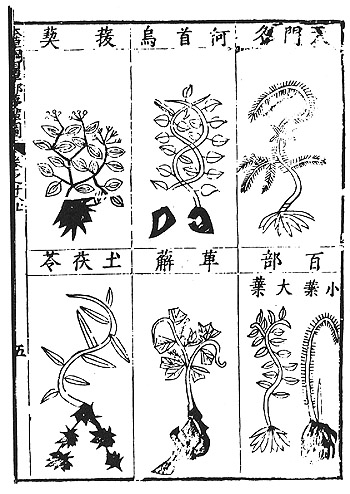
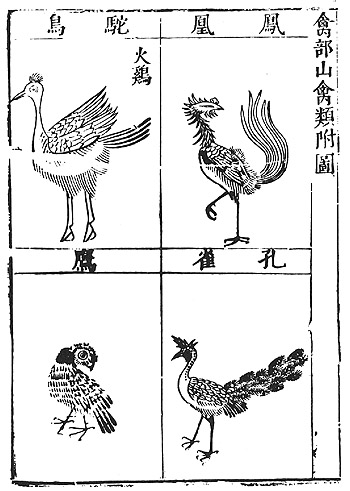
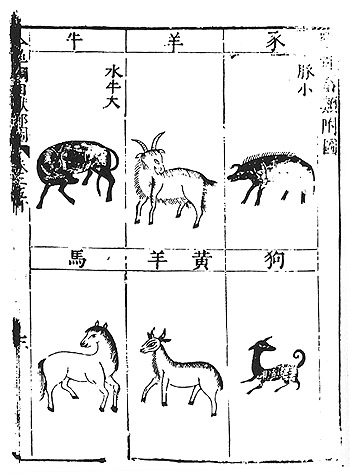
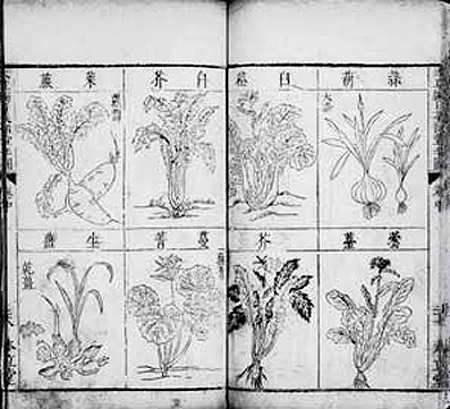

## 関連文献
- 牧野富太郎「日本で翻刻した李時珍の「本草綱目」」『植物研究雑誌』第3巻第8号、植物研究雑誌編集委員会、1926年8月、175-178頁、doi:10.51033/jjapbot.3_8_340、ISSN 0022-2062、CRID 1390577078291433344。